# ياكوزا (لعبة فيديو)
لعبة ياكوزا (باليابانية: 龍が如く) (بالإنجليزية: Yakuza)‏ ، أنتج اللعبة سنة 2006م، وهي الإصدار الأول لسلسلة لعبة حرب الشوارع في اليابان من شركة سيجا اليابانية، تتوفر اللغتين اليابانية والإنجليزية .

## توافق النظام
اللعبة تلعب على منصة بلاي ستيشن 2

### تصوير الأماكن
قام المصممون بتصوير الأماكن في العاصمة طوكيو، قبل أن يقوموا بتصميمها على شاشة الكمبيوتر .

### القصة
في بداية القصة لقي كازوما (بالإنجليزية:Kiryū Kazuma) أحد أفراد عصابة ياكوزا مقتولا، قبل أن يتم اعتقاله على يد رجال الشرطة في العاصمة طوكيو، وحكم عليه بالسجن لمدة 10 عـاماً، وبعد خروجه من السجن، لحق كازوما لعصابات ياكوزا من أجل أن يقوم بالتخلص من زعيم العصابة.

## عيوب اللعبة
من سوء الحظ أن لعبة ياكوزا كان لها عيوب في التصميم والشكل والمنظر من قبل منتجي اللعبة .

## الأصوات
اللعبة تدعم أنظمة الأصوات التالية:
- ديجتال أوبتكال (digital optical)
- سورواند ساوند (surround sound)
- دولبي ديجيتال (Dolby Digital)

## وصلات خارجية
- Sega Japanese portal
- Sega Japan site
- Movie page
- Official North American website
- Official European website